# Bob Brookmeyer Featuring John Williams & Red Mitchell
Bob Brookmeyer Featuring John Williams & Red Mitchell è un album di Bob Brookmeyer del 1963 pubblicato dall'etichetta Crown Records.
Il disco, benché pubblicato nel 1963, raccoglie materiale già pubblicato dalla Pacific Jazz Records, tratte da sessions di registrazioni svolte nel luglio del 1954 (negli studi di registrazione di Rudy Van Gelder ad Hackensack nel New Jersey), mentre altre due tracce furono incise nel Luglio del 1957 a New York.

## Tracce
Lato A
1. Last Chance – 2:50 (Bob Brookmeyer) – Registrato il 7 luglio 1954 ad Hackensack, New Jersey
2. Slow Freight – 8:49 (Bob Brookmeyer) – Registrato il 16 luglio 1957 a New York
3. The Blues – 2:34 (Brano tradizionale) – Registrato il 5 luglio 1954 ad Hackensack, New Jersey

Lato B
1. Liberty Belle – 2:46 (Bob Brookmeyer) – Registrato il 7 luglio 1954 ad Hackensack, New Jersey
2. Red Devil – 3:18 (Red Mitchell) – Registrato il 7 luglio 1954 ad Hackensack, New Jersey
3. Brook's Blues – 4:14 (Bob Brookmeyer) – Registrato il 16 luglio 1957 a New York
4. Doe Eyes – 3:17 (Red Mitchell) – Registrato il 7 luglio 1954 ad Hackensack, New Jersey

## Musicisti
Nei brani A1, A3, B1, B2 e B4
- Bob Brookmeyer - trombone a pistoni
- John Williams - pianoforte
- Red Mitchell - contrabbasso
- Frank Isola - batteria

Nei brani A2 e B3
- Bob Brookmeyer - trombone a pistoni
- Jimmy Giuffre - clarinetto, sassofono tenore, sassofono baritono
- Jim Hall - chitarra
- Ralph Peña - contrabbasso
- Dave Bailey - batteria